# Амбарица (хижа)
 Тази статия е за хижата.  За върха в Стара Планина със същото име вижте Левски (връх).  
„Амбарица“ е хижа, разположена североизточно от връх Момина могила в Троянската планина, дял на Средна Стара планина. Състои се от две двуетажни сгради – стара (построена 1935 – 1936 година, с капацитет 52 места) и нова (построена 1953 – 1960, с капацитет 58 места). Старата сграда е необитаема.

## Съседни обекти
| Изходни точки                         | Изходни точки |
| ------------------------------------- | ------------- |
| местност Смесите, над село Черни Осъм | 3,00 ч.       |
| Сопотски лифт                         | 3,15 ч.       |
| град Карлово                          | 6,30 ч.       |
| град Сопот                            | 6,30 ч.       |
| Хижи                                  |               |
| „Добрила“                             | 3,00 ч.       |
| „Хубавец“                             | 4,00 ч.       |
| „Васил Левски“                        | 4,30 ч.       |
| „Дерменка“                            | 5,30 ч.       |
| „Плевен“                              | 7,00 ч.       |
| Други                                 |               |
| връх Левски                           | 2,00 ч.       |
| връх Голям Купен                      | 2,30 ч.       |
| скален мост Маркова дупка             | 3,00 ч.       |